# Medwedkino (Kaliningrad)
Medwedkino (russisch Медведкино, deutsch Mingstimmen, 1938 bis 1945: Wiesenbrück, litauisch Minkštimai) ist ein verlassener Ort im Rajon Krasnosnamensk der russischen Oblast Kaliningrad.
Die Ortsstelle befindet sich vier Kilometer südwestlich von Saratowskoje (Groß Schorellen/Adlerswalde) westlich des kleinen Flusses Moskowka (dt. Buduppe, 1938 bis 1945: Bären-Fließ).
Der Ort gehörte vor 1945 zum Kreis Pillkallen (Schloßberg). Elf Kilometer südlich gab es im Kreis Gumbinnen noch einen weiteren Ort namens Mingstimmen, der nach 1938 Angerfelde und dann russisch Kirowo hieß und ebenfalls verlassen ist.

## Geschichte

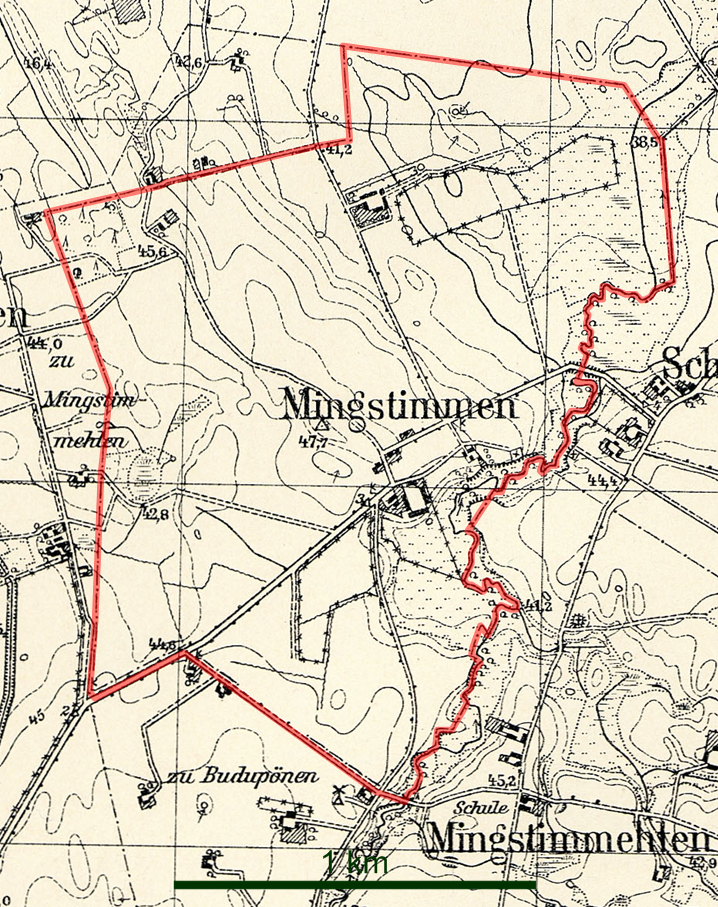
Die Gemeinde Mingstimmen auf einem Messtischblatt von 1937

Mingstimmen wurde um 1780 als königliches Bauerndorf bezeichnet. 1874 wurde die Landgemeinde Mingstimmen in den neu gebildeten Amtsbezirk Spullen im Kreis Pillkallen eingegliedert. 1938 wurde Mingstimmen in Wiesenbrück umbenannt.
1945 kam der Ort in Folge des Zweiten Weltkrieges mit dem nördlichen Ostpreußen zur Sowjetunion. 1947 erhielt er den russischen Namen Medwedkino und wurde gleichzeitig dem Dorfsowjet Wesnowski selski Sowet im Rajon Krasnosnamensk zugeordnet. Später gelangte der Ort in den Dobrowolski selski Sowet. Auf einer Karte von Anfang der 1970er Jahre war für Medwedkino nur noch ein Haus eingezeichnet, das sich allerdings in der Ortslage Schakeln/Mittenbach befand. Medwedkino wurde vor 1988 aus dem Ortsregister gestrichen.

### Einwohnerentwicklung
| Jahr | Einwohner |
| ---- | --------- |
| 1867 | 96        |
| 1871 | 100       |
| 1885 | 89        |
| 1905 | 76        |
| 1910 | 77        |
| 1933 | 86        |
| 1939 | 75        |

## Kirche
Mingstimmen/Wiesenbrück gehörte zum evangelischen Kirchspiel Kussen.